# Subterráneos de Buenos Aires

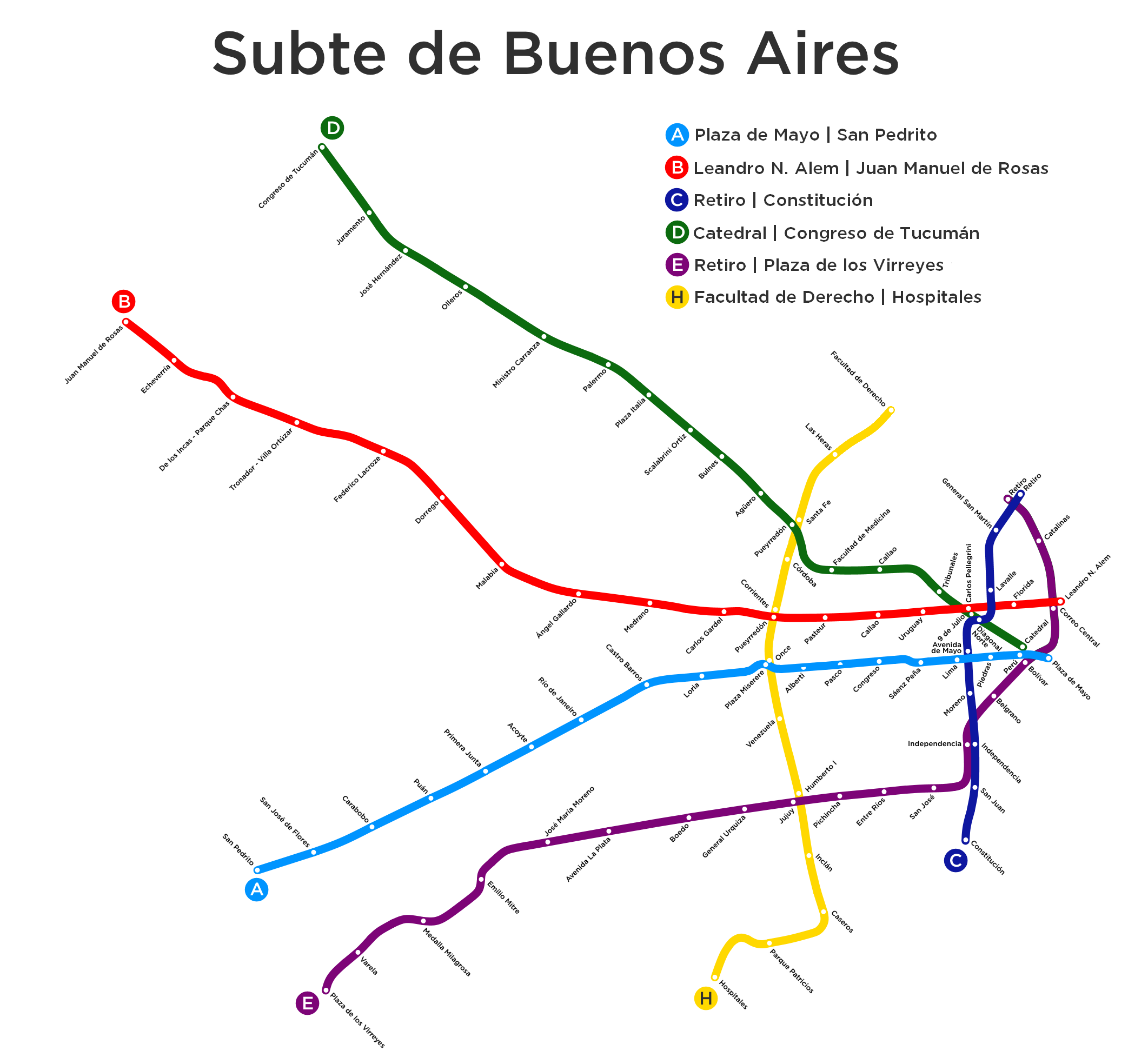
Streckennetz

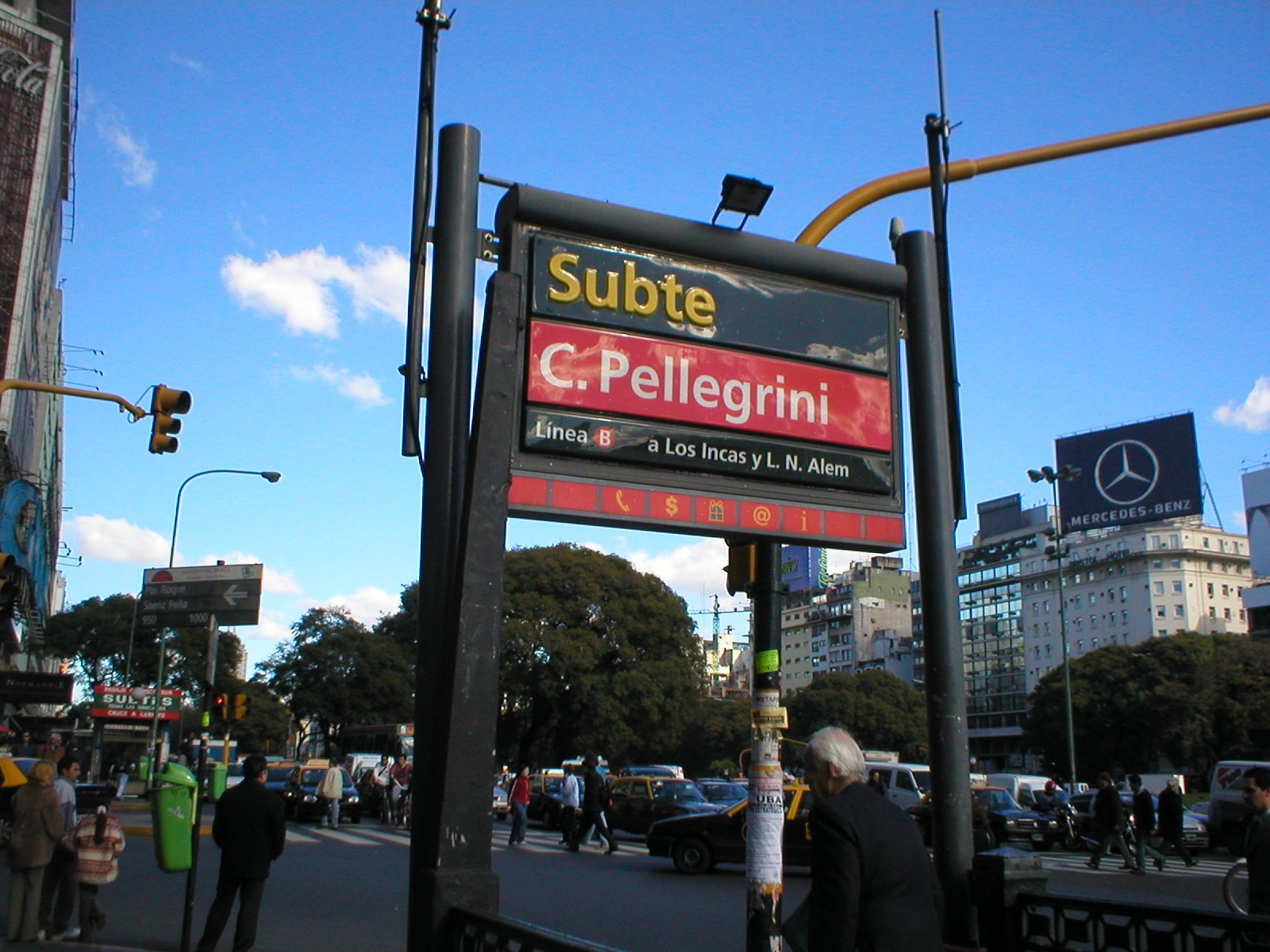
Eingang zur Station Pellegrini der Linie B

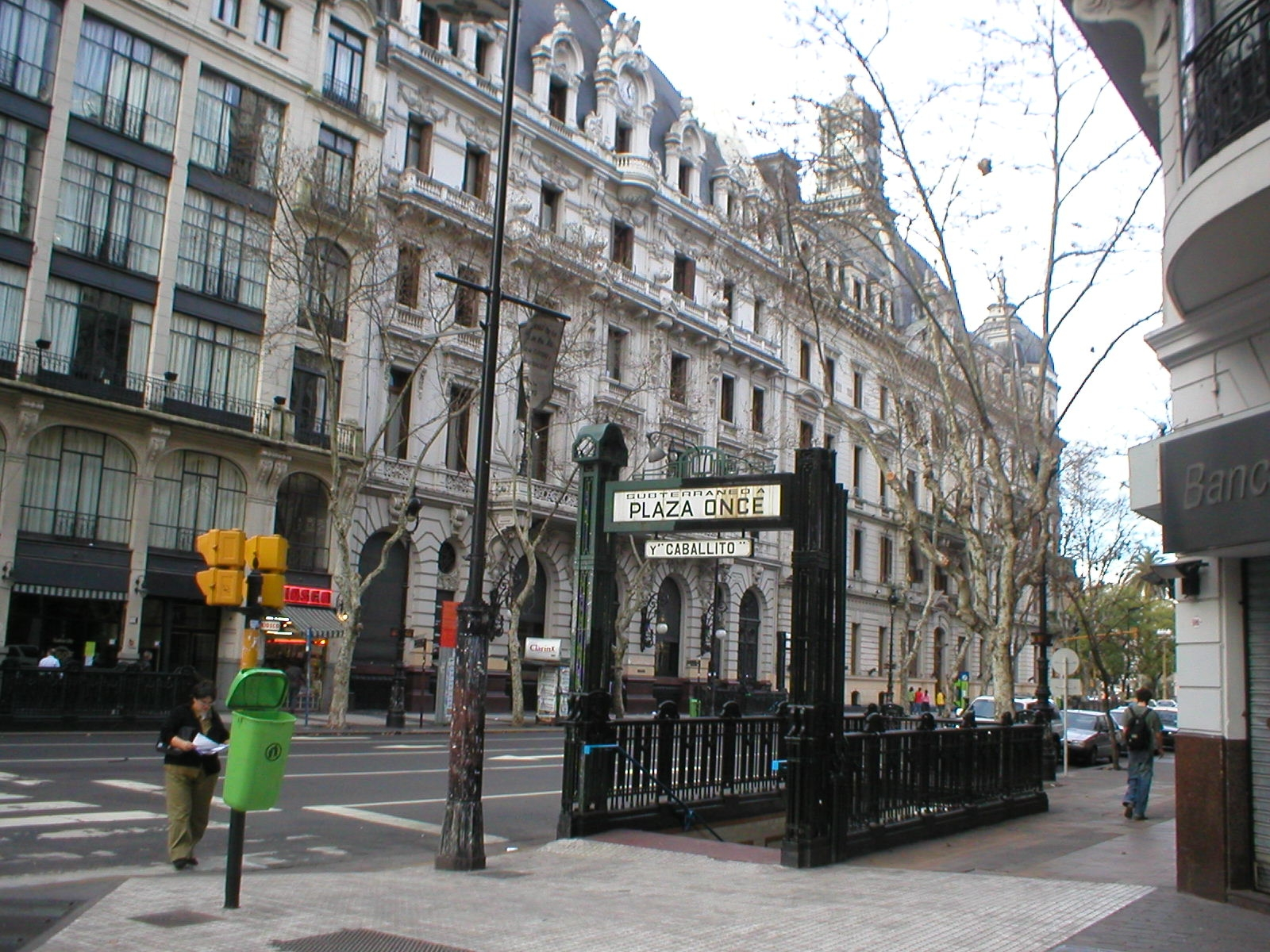
Zugang zum Bahnhof Perú der Linie A Richtung San Pedrito

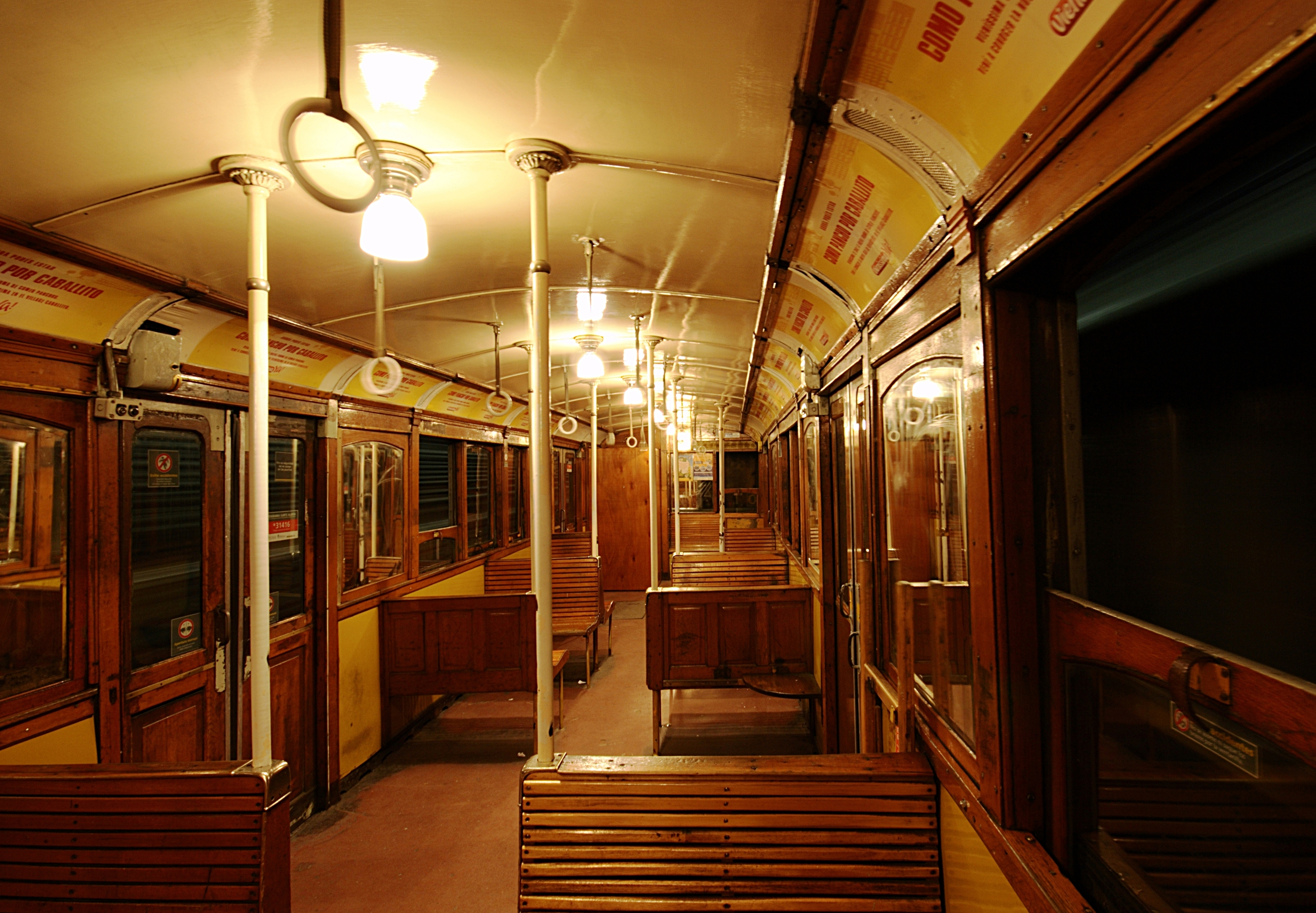
Inneres eines klassischen Wagens der Linie A

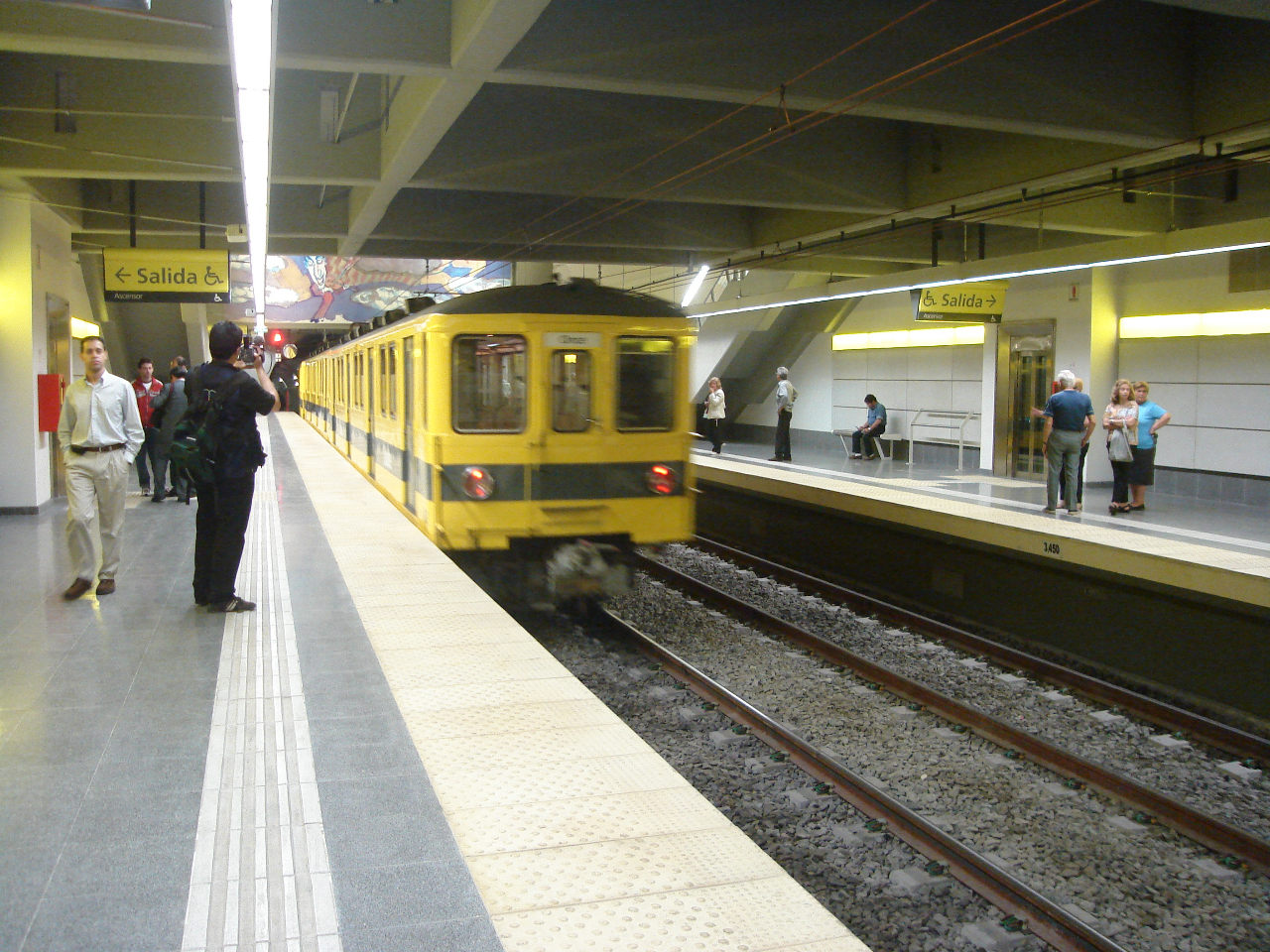
Klassische Orenstein & Koppel / Siemens-Schuckert-Einheit in der Station Caseros der Linie H

Die Subterráneos de Buenos Aires (Subterráneo = Unterirdische, oft nur kurz Subte genannt) sind das U-Bahn-System der argentinischen Hauptstadt Buenos Aires. Der erste Streckenabschnitt des öffentlichen Nahverkehrsmittels wurde 1913 eröffnet. Damit war es das erste derartige System Lateinamerikas und der gesamten Südhalbkugel. Das Netz wurde in den folgenden Jahrzehnten rasch erweitert, aber der Ausbau stagnierte nach dem Zweiten Weltkrieg.

## Linien
Das Netz besteht gegenwärtig aus sechs Linien, bezeichnet mit den Buchstaben „A“ bis „E“ sowie „H“ und ergänzend mit Kennfarben markiert, die zusammen 56,7 km lang sind und 86 Stationen bedienen.
| Linie   | Strecke                                | Eröffnung | Länge   | Bahnhöfe | Stromzufuhr                                                                            |
| ------- | -------------------------------------- | --------- | ------- | -------- | -------------------------------------------------------------------------------------- |
| Linea A | Plaza de Mayo – San Pedrito            | 1913      | 9,2 km  | 18       | Oberleitung                                                                            |
| Linea B | Leandro N. Alem – Juan Manuel de Rosas | 1930      | 11,8 km | 17       | von oben bestrichene Stromschiene und Fahrleitung als Deckenstromschiene, Mischbetrieb |
| Linea C | Retiro – Constitución                  | 1934      | 4,4 km  | 9        | Oberleitung                                                                            |
| Linea D | Catedral – Congreso de Tucumán         | 1937      | 10,4 km | 16       | Oberleitung                                                                            |
| Linea E | Retiro – Plaza de los Virreyes         | 1944      | 12,0 km | 15       | Oberleitung                                                                            |
| Linea H | Facultad de Derecho – Hospitales       | 2007      | 8,5 km  | 12       | Oberleitung                                                                            |

Das Netz ist regelspurig. Sämtliche Linien werden im Regelbetrieb links befahren. Der Bau der heutigen Linie B durch eine eigene Gesellschaft ist noch immer erkennbar, sie wurde als einzige mit von oben bestrichenen Stromschienen ausgerüstet. Für den Einsatz von in Madrid gebraucht erworbenen Triebzügen der Reihe 6000 wurde sie zusätzlich mit Deckenstromschienen ausgerüstet. Zusätzlich weist diese Strecke ein größeres Lichtraumprofil aus. Es ermöglicht den Einsatz von Wagen mit Quersitzen.
Eine Besonderheit ist, dass die Bahnsteige der einzelnen Linien an Umsteigebahnhöfen oft unterschiedliche Namen tragen. Die Umsteigemöglichkeiten sind auf dem Streckennetzplan und in den Linienübersichten in den Wagen vermerkt.
Die Strecken liegen größtenteils in einfacher Tiefenlage, Zugangsstellen mit Verteilerebenen sind selten. Es gibt sowohl Außen- als auch Inselbahnsteige, wobei die Außenbahnsteige überwiegen. An Stationen mit Außenbahnsteigen ohne Umsteigemöglichkeiten gibt es in der Regel keine Möglichkeit, die Bahnsteigseite zu wechseln, ohne die Sperren zu passieren. Umsteigebahnhöfe und solche mit Inselbahnsteigen sind jedoch auf den Streckenbändern in den Wagen gekennzeichnet.
Über eine für den öffentlichen Personenverkehr nicht zugängliche Betriebsstrecke ist die U-Bahn nahtlos mit dem Straßenbahnnetz von Buenos Aires verbunden. Die La-Brugeoise- und Siemens-O&K-Triebwagen waren in ihrer ursprünglichen Ausführung für diesen Zweck so konzessioniert, dass sie sowohl auf den U-Bahn- als auch den Straßenbahnstrecken eingesetzt werden konnten.

## Geschichte
Die erste Linie der U-Bahn wurde am 1. Dezember 1913 – als dreizehnte weltweit – eingeweiht, nachdem die Compañía de Tranvías Anglo Argentina 1909 die Konzession dafür erhalten und die Strecke gebaut hatte. Als konstruktives und gestalterisches Vorbild diente dabei die 1896 eröffnete erste Budapester U-Bahn-Linie. Sie bestand aus einem der aktuellen Abschnitte der Linie A, der die Stationen Plaza de Mayo und Plaza Miserere verband. Am 1. April 1914 wurde die Verlängerung der Linie bis zur Station Río de Janeiro und am 1. Juli bis zur Station Primera Junta gefeiert.
1912 erhielt die Firma Lacroze Hermanos eine Konzession für eine weitere U-Bahn-Linie. Hierbei handelte es sich um die aktuelle Linie B, die am 17. Oktober 1930 eingeweiht wurde. 1933 begann die Compañía Hispano–Argentina de Obras Públicas y Finanzas (CHADOPYF) mit dem Bau der restlichen Linien.

Ehemaliges Logo von SBASE bzw. SBA

Im Februar 1939 trat die Corporación de Transportes de la Ciudad de Buenos Aires in Funktion, deren Kapital teils privat, teils öffentlich war. Ihre Aufgabe war es, die U-Bahn, aber auch die Straßenbahnen, Eisenbahnen und Omnibusse zu einem einheitlichen Gefüge zusammenzufassen. Wegen enormer Schulden musste das Unternehmen 1948 liquidiert werden. 1952 wurde sie ersetzt durch die Administración General de Transportes de Buenos Aires (AGTBA), die direkt dem Verkehrsministerium unterstand. Die AGTBA trennte sich als erstes von allen Verkehrsmitteln mit Ausnahme der U-Bahn selbst. Nach der Liquidation der Gesellschaft im Jahr 1963 gründete der Staat eine neue öffentliche Gesellschaft, die Subterráneos de Buenos Aires, die 1977 volle Autonomie erlangte und sich 1979 nach Übertragung des Aktienpakets an die Stadt Buenos Aires in die Subterráneos de Buenos Aires Sociedad del Estado (SBASE) umwandelte.
Das am 18. August 1989 in Kraft getretene Gesetz 23 696 legte den regulatorischen Rahmen für die Privatisierung von Unternehmen fest. Schließlich definierte die Exekutive durch den Art. 13 des Dekrets 2074/90, unterzeichnet am 3. Oktober 1990, die Nutzungskonzession für die Dienste der Subterráneos de Buenos Aires SE. Durch dieses Dekret, unterschrieben durch den Präsidenten Carlos Menem, wurden die Strecken der U-Bahn und der U-Straßenbahn auf zwanzig Jahre vergeben. Wer sie bedienen wollte, musste auch die Eisenbahnstrecke Federico Lacroze – General Lemos der Ferrocarril General Urquiza mitbetreiben.
Jeder Bieter musste drei Sätze Umschläge vorweisen: Nr. 1 sollte Referenzen des Unternehmens enthalten, Nr. 2A eine Beschreibung des Unternehmensplans sowie der Rolle als außenstehender Betreiber in einer vorhandenen Organisation (SBASE), Nr. 2B die verschiedenen finanziellen Angebote. Als Schlussdatum für die Angebotsabgabe wurde der 5. Juni 1992 festgelegt (ursprünglich war es der 26. Mai). An diesem Tag präsentierten sich die folgenden Unternehmen oder Konsortien: Benito Roggio y otros, Ferrometro Argentino, Metrobaires, Pardo, Rabello y otros und Traimet.
Am 24. Januar 1992 wurde die Comisión de Trabajo para la Privatización (CNP) gegründet, deren Aufgabe es war, die Unterlagen zu prüfen. Nach Auswertung der Referenzen aus Umschlag 1 beschloss die Kommission, die Firma Traimet vom weiteren Ablauf auszuschließen. Die so geschädigte Firma legte Rechtsmittel ein, aber die Exekutive wies sie mit Dekret 1832/92 endgültig zurück.
Nach Auswerten der beiden übrigen Umschläge wurde die Konzession an ein Konsortium, das aus den Firmen Benito Roggio e hijos S.A., Cometrans S.A., Burlington Northern RR. Co., Morrison Knudsen Corporation Inc. und S.K.F. SACCIFA bestand, vergeben. Die beteiligten Unternehmen bildeten dafür die Firma Metrovías SA.
Am 1. Januar 1994 übernahm Metrovías die Betriebsführung. Die Konzession schließt die Möglichkeit von Tariferhöhungen für Verbesserungen des Dienstes oder aus Inflationsgründen ein, nicht jedoch die Erweiterung des Streckennetzes, dessen Planung und Ausführung zu Lasten der Stadt Buenos Aires gehen. 1999 wurde die Konzession bis zum 31. Dezember 2017 verlängert.
Zu Beginn des 21. Jahrhunderts wurde die Linie H gebaut. Sie soll im Endausbau zwischen den Stationen Pompeya und Retiro über Sáenz, Hospitales, Parque Patricios, Caseros, Inclán, Humberto I, Venezuela, Once, Corrientes, Córdoba, Santa Fé, Las Heras, Plaza Francia und 9 de Julio verkehren, die übrigen U-Bahn-Linien und zusätzlich drei Bahnhöfe mit Vorortverkehr verbinden. Am 18. Oktober 2007 wurde zunächst der Abschnitt zwischen Caseros und Once eröffnet, 2011 erfolgte die südliche Verlängerung bis Parque Patricios, 2013 eine weitere südliche Verlängerung bis Hospitales. Beim Bau der Linie H wurden die Normen der Linien A, C, D und E zugrunde gelegt. Damit ist zwischen diesen ein Fahrzeugaustausch möglich.
Vier neugebaute U-Bahnhöfe waren bereits seit Jahren fertig, wurden jedoch wegen genannter Mängel sowie Streitigkeiten zwischen Stadt und dem Konzessionär Metrovías nicht eröffnet. Dies ist zunächst die Verlängerung der Linie A von Carabobo über den Zwischenhalt Flores bis San Pedrito de Flores (Planungsname „Nazca“). Hier soll die Eröffnung vorher an den fehlenden Wagen gescheitert sein, die im März 2013 beschafft wurden. Sie erfolgte im September 2013. Bei der Linie B waren die U-Bahnhöfe Echeverría und Juan Manuel de Rosas fertiggestellt, hier verzögerte sich die Eröffnung ebenfalls aufgrund des Wagenmangels. Sie gingen am 26. Juli 2013 in Betrieb.
Die Eröffnungen der 2010er-Jahre betrafen vor allem die Vervollständigung der Tangentiallinie H, die seit 2015 die großen Ausfallstraßen Avenida Corrientes (und damit die Linie B) sowie die Avenida Santa Fe (und damit die Linie D) kreuzt. Seit Mai 2018 führt sie bis zur Facultad de Derecho an der Plaza Francia, eine Verlängerung bis zum Bahnhof Retiro ist weiterhin in Diskussion.
Die letzte Eröffnung erfolgte 2019, die Linie E wurde vom U-Bahnhof Bolívar an der Plaza de Mayo bis zum Verkehrsknotenpunkt Retiro im Zug der Avenida Leandro M. Alem verlängert. Die Eröffnung war ursprünglich für 2014 geplant, Meinungsverschiedenheiten zwischen der Stadtverwaltung und dem Betreiber Metrovías verhinderten die Inbetriebnahme mehrfach. Die Strecke hat zwei Zwischenstationen: Correo Central am Hauptpostamt und Catalinas zwischen den Straßen Marcelo T. de Alvear und Paraná. An ersterem besteht eine Umsteigemöglichkeit zur Linie B (Bf Leandro M. Alem).

## Ausbau

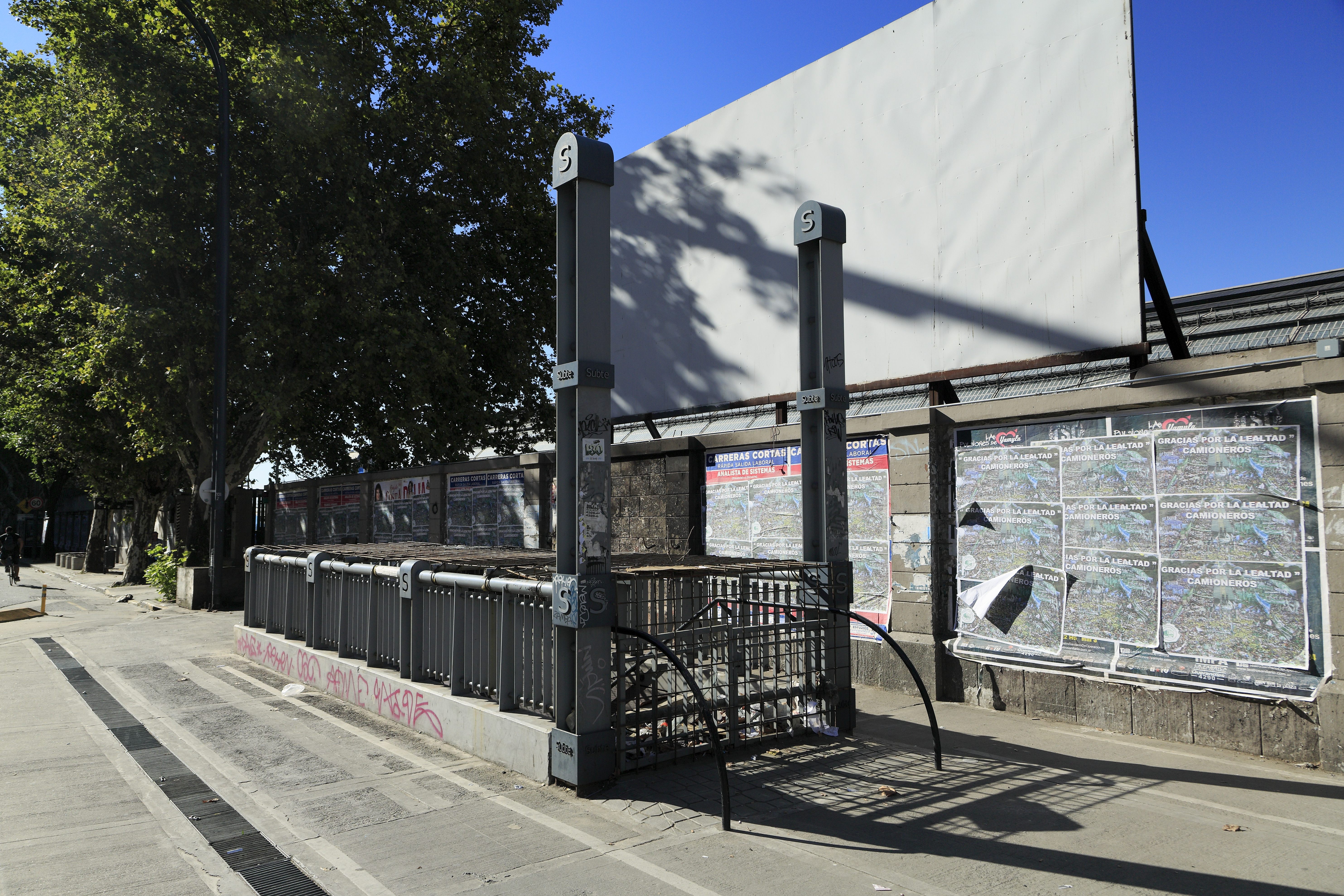
Eingang zum fertiggestellten, aber nicht in Betrieb genommenen Bahnhof Retiro der Linie E in der Avenida del Libertador, 3. März 2018

Sowohl die Stadt Buenos Aires als auch die argentinische Bundesregierung gedenken, das Netz der Subte weiter auszubauen. Seit Jahren gibt es zahlreiche Pläne dafür; die Umsetzung scheitert einerseits an der komplizierten Finanzierung über Auslandskredite, andererseits auch an Diskussionen über die Kostenverteilung zwischen Stadt und Bundesregierung, sowie am kontinuierlichen Wagenmangel.
Das einzige derzeitige Projekt ist eine Verlängerung der Linie H um eine Station nach Süden bis Doctor Antonio Sáenz, wo eine Übergangsmöglichkeit zur Vorortelinie Belgrano Sur eingerichtet werden soll.
Mittelfristig gibt es auch weitergehende Ideen für den U-Bahn-Bau inklusive neuer U-Bahn-Linien. Hier weichen viele Pläne voneinander ab und der konkrete Bau dieser ist ungewiss. Zudem haben derzeit die Verlängerung der bestehenden Linien sowie andere Verkehrsmittel, wie der kostengünstigere Metrobús, Priorität.
Als feststehend kann der Plan, die Linie H im Norden vom U-Bahnhof Facultad de Derecho bis zum Verkehrsknotenpunkt Retiro zu verlängern, gelten. Diskussionen gibt es hierbei noch im städtischen Parlament, ob und inwiefern die Villa 31 an die Linie angebunden und sie mit der Linie C verknüpft werden soll. Im Süden ist eine Verlängerung bis Nueva Pompeya angedacht.
Neben der Verlängerung der Linie H gibt es Pläne seitens der Stadt für den Bau von zwei neuen U-Bahn-Linien: Eine Linie F zwischen Plaza Italia und Barracas als neue Tangente entlang der Avenida Callao sowie eine Querlinie G zwischen dem Verkehrsknotenpunkt Retiro und dem Stadtviertel Caballito. Die Planungen für die beiden neuen U-Bahn-Linien sind jedoch noch nicht abgeschlossen, die Finanzierung über chinesische Kredite unklar.

## Verkauf von Fahrausweisen
Das zuerst verwendete System trat 1913 mit der Eröffnung der Linie A in Kraft und bestand aus einer Wertmünze ähnlich derjenigen, die damals bei der Straßenbahn ausgegeben wurde. Diese wurden beim Betreten des Bahnsteigs kontrolliert und beim Verlassen des Zielbahnhofs wieder zurückgegeben.
Mit Einweihung der Linie B in den 1930er Jahren konnten an den Drehkreuzen Geldmünzen eingeworfen werden. Dieses System wurde am 4. Januar 1962 durch Jetons ersetzt. Diese Wertmünzen gingen in die populäre Stadtkultur ein und waren leicht an der Beschriftung zu erkennen: „Eine U-Bahn-Fahrt“ stand auf der einen Seite, auf der anderen „Subterráneos de Buenos Aires“.
Ab 16. September 2000 ersetzten Magnetkarten (Subtepass) und kontaktlose Wertkarten (tarjeta SUBE) die Wertmünzen auf der Linie E. Während der Zeit, welche die Einführung dieses Systems auch auf den anderen Linien erforderte, koexistierten Magnetstreifenkarten, Kunststoffkarten mit Drahtlostechnik und Wertmünzen.
Diese letzte Neuerung brachte als Folge auch den Ersatz der alten Drehkreuze mit Holzarmen durch neue elektronische Maschinen mit sich, die zwar ähnlich aussehen, aber mit Digitaltechnik ausgerüstet sind. Der Fahrgast muss bei Zutritt die Magnetstreifenkarte in einen Schlitz vorne am Drehkreuz einführen und der Apparat gibt sie an einer anderen Öffnung weiter oben wieder aus. Bei Funktechnik-Wertkarten genügt es, sich dem Drehkreuz im markierten Bereich zu nähern, worauf dieses ein Tonsignal ab- und den Durchgang freigibt. Im Gegensatz zu den nur einmal nutzbaren Magnetkarten, die weggeworfen werden, ist die tarjeta SUBE wiederaufladbar. Die wiederaufladbaren Wertkarten gelten ebenfalls im Eisenbahnvorortverkehr und in den Stadtbussen (colectivo). Im U-Bahn-Netz gilt ein Einheitspreis, deswegen werden die Wertkarten nur beim Betreten der Bahnsteige eingelesen. Im Eisenbahnvorortverkehr besteht ein Zonentarif, die Karten müssen beim Zu- und Abgang eingelesen werden. Bei Reisenden, die das Auslesen vergessen, wird der Maximalpreis der befahrenen Strecke abgebucht. Beim Umsteigen zwischen unterschiedlichen Verkehrsträgern muss zugezahlt werden, allerdings gibt es innerhalb von zwei Stunden mit Wertkartennutzung eine spürbare Ermäßigung. In Bussen und den Zügen der »Premetro« gilt ebenfalls ein Einheitstarif, die Wertkarten werden nach dem Einsteigen nur einmal eingelesen.
Der Fahrpreis wird ab 21 Fahrten pro Monat auf den Subte- und Premetro-Strecken billiger. Der Tarif für nur die Premetro-Strecke bleibt bei egal wie vielen Fahrten bei 24,00 $. Der gesamte Tarif ist seit dem 6. Mai 2023 gültig.
Als die ersten drei Linien eingeweiht wurden, gab es keine Möglichkeit, zwischen ihnen umzusteigen. Erst mit Inbetriebnahme der Linie D wurde dies an der Station Carlos Pellegrini und unter Zahlung eines Aufpreises möglich. Ab 1. Juni 1956 konnte zwischen allen U-Bahn-Linien ohne Zuzahlung umgestiegen werden.

## Kultur
Schon von den ersten Bauabschnitten an gab es Bestrebungen, Kunst in die U-Bahn zu integrieren. Von daher finden sich in den Anlagen Wandmalereien und Skulpturen. Teilweise handelt es sich um Allegorien, teilweise auch um die Reproduktion alter Ansichten oder historischer Plakate. Außerdem steht Raum für Musik- und Theaterveranstaltungen zur Verfügung. In der Station Tronador (gelegen im Stadtviertel Villa Ortúzar) der Linie B befinden sich achtzehn Bildfenster mit historischen Ansichten.
Schmerzlich war die Geschichte des Kunstwettbewerbs in der Station Callao der Linie D. Mehrere Jahre waren die Exponate ausgestellt. Noch vor Ende der Militärdiktatur 1983 wurden die Wandmalereien zerstört. In der Station Juramento der Linie D im Stadtviertel Belgrano befindet sich eine Wandmalerei des Kreuzers General Belgrano, der während des Falklandkrieges durch das britische Nuklear-U-Boot Conqueror torpediert und versenkt wurde. Es wird ergänzt durch eine Plakette mit den Namen aller Besatzungsmitglieder.
Unter den herausragenden Malern finden sich Werke von
- Florencio Molina Campos
- Raúl Soldi
- Rodolfo Medina
- Jorge Schwarz

## Paläontologische Funde
Während der Bauarbeiten für die Linie B fanden sich im Jahr 1930 Reste eines Mammuts und eines Mastodons. Bei den Arbeiten zur Verlängerung der Linie D und bei der Linie B wurden Überreste von Glyptodonten sichergestellt. Die an der Linie D gefundenen Reste sind in der Station Juramento (dieselbe Linie) zu sehen. Die drei Glyptodonten der Linie B sind an der Station Tronador ausgestellt. Alle diese Ausgrabungen wurden von der Universität La Plata und der Universität Buenos Aires überwacht.

## Denkmalschutz
Zahlreiche Stationen der U-Bahn stehen heute unter Denkmalschutz:
- Auf der Linie A: Plaza de Mayo, Perú, Piedras, Lima, Sáenz Peña, Congreso, Pasco-Alberti und Plaza de Miserere;
- Linie C: San Juan, Independencia, Moreno, Avenida de Mayo, Diagonal Norte, Lavalle und San Martín;
- Linie D: Catedral, 9 de Julio, Tribunales, Facultad de Medicina, Agüero, Bulnes, Scalabrini Ortiz, Plaza Italia und Palermo;
- Linie E: San José, Entre Ríos, Pichincha, Jujuy, Urquiza und Boedo